# Juan Huangal
Juan Enrique Huangal Soto, noto semplicemente come Juan Huangal (Pacasmayo, 29 gennaio 1997), è un calciatore peruviano, centrocampista del Social Pariacoto.

## Caratteristiche tecniche
È un esterno destro.

## Carriera

### Club
Cresciuto nelle giovanili dello Sport Rosario, ha esordito in prima squadra il 5 marzo 2017 disputando l'incontro di Campeonato Descentralizado pareggiato 0-0 contro il Melgar.

### Nazionale
Con la nazionale Under-20 peruviana ha preso parte al Sudamericano Under-20 2017.